# Polyplectropus inarmatus
Polyplectropus inarmatus är en nattsländeart som beskrevs av Oliver S. Flint Jr. 1971. Polyplectropus inarmatus ingår i släktet Polyplectropus och familjen fångstnätnattsländor. Inga underarter finns listade i Catalogue of Life.